# Sunrise Aluminium Women's Circuit
Il Sunrise Aluminium Women's Circuit è stato un torneo femminile di tennis. Fondato nel 2013 e soppresso nello stesso anno, si giocava annualmente sul cemento dell'Hong Kong Victoria Park di Hong Kong. Il torneo faceva parte dell'ITF Women's Circuit.

## Albo d'oro

### Singolare
| Anno        | Campionessa         | Finalista    | Punteggio        |
| ----------- | ------------------- | ------------ | ---------------- |
| 2014        | Elizaveta Kuličkova | Zarina Dijas | 6–2, 6–2         |
| 2013        | Ran Tian            | Liang Chen   | 7–6(9), 2–6, 6–3 |
| ↑ ITF 10K ↑ |                     |              |                  |

### Doppio
| Anno        | Campionesse            | Finaliste               | Punteggio |
| ----------- | ---------------------- | ----------------------- | --------- |
| 2014        | Misa Eguchi Eri Hozumi | Zarina Dijas Zhang Ling | 6–4, 6–2  |
| 2013        | Hao Chen Tang Ran Tian | Eri Hozumi Miyu Katō    | 6–2, 6–1  |
| ↑ ITF 10K ↑ |                        |                         |           |

## Sunrise Aluminium Women's Circuit 2
Il torneo si giocava la settimana successiva del Sunrise Aluminium Women's Circuit.

### Albo d'oro

#### Singolare
| Anno        | Campionessa   | Finalista | Punteggio     |
| ----------- | ------------- | --------- | ------------- |
| 2013        | Sachie Ishizu | Xin Wen   | 2–6, 6–1, 6–3 |
| ↑ ITF 10K ↑ |               |           |               |

#### Doppio
| Anno        | Campionesse       | Finaliste            | Punteggio         |
| ----------- | ----------------- | -------------------- | ----------------- |
| 2013        | Yihong Li Xin Wen | Eri Hozumi Miyu Katō | 4–6, 6–1, [12–10] |
| ↑ ITF 10K ↑ |                   |                      |                   |